# 瓦納舌鱗銀漢魚
瓦納舌鱗銀漢魚（學名：Glossolepis wanamensis）為輻鰭魚綱銀漢魚目虹銀漢魚科的其中一種，被IUCN列為極危保育類動物，分布於巴布亞紐幾內亞Wanam湖流域，為熱帶魚類，體長可達9公分，棲息在湖泊底中層水域，生活習性不明，可做為觀賞魚。

## 擴展閱讀
維基物種上的相關：瓦納舌鱗銀漢魚